# Vasaloppet 2010
Vasaloppet 2010 avgjordes den 7 mars 2010 och vanns av Jörgen Brink, Hudiksvalls IF efter en spurtstrid med Daniel Tynell. Loppet var den 86:e upplagan av Vasaloppet. 2010 års kranskulla var Helene Söderlund och kransmas är Johan Öhagen. Detta är det första Vasaloppet där deltagarna kan använda sit-ski. Vinnare i Damklassen blev Susanne Nyström, IFK Mora SK. 15702 av de anmälda startade från Berga by och 13286 avslutade loppet.

## Resultat
Resultat, Herrar

| Placering | Startnummer | Namn            | Klubb/Land/Ort    | Tid      | Prispengar |
| --------- | ----------- | --------------- | ----------------- | -------- | ---------- |
| 1         | 184         | Jörgen Brink    | Hudiksvalls IF    | 04:02:59 | 75 000 kr  |
| 2         | 1           | Daniel Tynell   | Grycksbo IF OK    | 04:02:59 | 50 000 kr  |
| 3         | 3           | Stanislav Rezac | Tjeckien          | 04:03:02 | 30 000 kr  |
| 4         | 8           | Jörgen Aukland  | Norge             | 04:03:06 | 20 000 kr  |
| 5         | 187         | Fredrik Östberg | Falun/Borlänge SK | 04:03:37 | 15 000 kr  |
| 6         | 11          | Marco Cattaneo  | Italien           | 04:03:51 | 10 000 kr  |
| 7         | 2           | Oskar Svärd     | Vålådalens SK     | 04:04:54 | 8 000 kr   |
| 8         | 4           | Erik Eriksson   | IFK Mora SK       | 04:05:04 | 6 000 kr   |
| 9         | 28          | Markus Jönsson  | Ulricehamns IF    | 04:05:08 | 5 000 kr   |
| 10        | 17          | Dan Moberg      | Ulricehamns IF    | 04:05:09 | 3 000 kr   |

Resultat, Damer

| Placering | Startnummer | Namn                | Klubb/Land/Ort         | Tid      | Prispengar |
| --------- | ----------- | ------------------- | ---------------------- | -------- | ---------- |
| 1         | 510         | Susanne Nyström     | IFK Mora SK            | 04:33:07 | 50 000 kr  |
| 2         | 501         | Sandra Hansson      | Norge                  | 04:33:39 | 25 000 kr  |
| 3         | 504         | Sofia Bleckur       | IFK Mora SK            | 04:35:59 | 15 000 kr  |
| 4         | 502         | Jenny Hansson       | Vålådalens SK          | 04:44:21 | 6 000 kr   |
| 5         | 503         | Nina Lintzén        | Årsunda IF             | 04:46:31 | 4 000 kr   |
| 6         | 511         | Kristina Strandberg | IFK Hedemora Skidklubb | 04:50:40 | 3 000 kr   |
| 7         | 513         | Manuela Henkel      | Tyskland               | 04:53:45 |            |
| 8         | 18543       | Solveig Steinsland  | Norge                  | 04:55:16 |            |
| 9         | 509         | Ellen Sandbakken    | Norge                  | 05:00:57 |            |
| 10        | 17959       | Karin Nilsson       | IFK Umeå               | 05:09:39 |            |

## Spurtpriser
Herrar

| Etapp        | Startnummer | Namn            | Klubb/Land/Ort    | Tid      | Prispengar |
| ------------ | ----------- | --------------- | ----------------- | -------- | ---------- |
| Smågan       | 175         | Lars Suther     | IFK Mora SK       | 00:31:45 | 5 000 kr   |
| Mångsbodarna | 175         | Lars Suther     | IFK Mora SK       | 01:05:25 | 5 000 kr   |
| Risberg      | 173         | Joakim Engström | IFK Mora SK       | 01:33:09 | 5 000 kr   |
| Evertsberg   | 3           | Stanislav Rezac | Tjeckien          | 02:07:23 | 10 000 kr  |
| Oxberg       | 175         | Lars Suther     | IFK Mora SK       | 02:54:57 | 5 000 kr   |
| Hökberg      | 187         | Fredrik Östberg | Falun/Borlänge SK | 03:11:51 | 5 000 kr   |
| Eldris       | 1           | Daniel Tynell   | Grycksbo IF OK    | 03:39:55 | 5 000 kr   |

Damer

| Etapp      | Startnummer | Namn           | Klubb/Land/Ort | Tid      | Prispengar |
| ---------- | ----------- | -------------- | -------------- | -------- | ---------- |
| Evertsberg | 501         | Sandra Hansson | Norge          | 02:20:16 | 5 000 kr   |

## Delkontroller
Smågan, Herrar 

| Placering | Startnummer | Namn                | Klubb/Land      | Tid      |
| --------- | ----------- | ------------------- | --------------- | -------- |
| 1         | 175         | Lars Suther         | IFK Mora SK     | 00:31:45 |
| 2         | 173         | Joakim Engström     | IFK Mora SK     | 00:31:47 |
| 3         | 14          | Thomas Alsgaard     | Norge           | 00:31:48 |
| 4         | 49          | Anders Myrland      | Norge           | 00:31:48 |
| 5         | 9           | Rikard Andreasson   | IFK Mora SK     | 00:31:50 |
| 6         | 200         | Mathias Fredriksson | AXA Sports Club | 00:31:50 |
| 7         | 3           | Stanislav Rezac     | Tjeckien        | 00:31:51 |
| 8         | 64          | Svein Tore Sinnes   | Norge           | 00:31:51 |
| 9         | 33          | Erik Andersson      | Malungs IF      | 00:32:42 |
| 10        | 217         | Lars Ljung          | Hudiksvalls IF  | 00:32:42 |

Smågan, Damer

| Placering | Startnummer | Namn                | Klubb/Land             | Tid      |
| --------- | ----------- | ------------------- | ---------------------- | -------- |
| 1         | 501         | Sandra Hansson      | Norge                  | 00:34:25 |
| 2         | 504         | Sofia Bleckur       | IFK Mora SK            | 00:35:28 |
| 3         | 502         | Jenny Hansson       | Vålådalens SK          | 00:35:39 |
| 4         | 510         | Susanne Nyström     | IFK Mora SK            | 00:35:39 |
| 5         | 513         | Manuela Henkel      | Tyskland               | 00:35:56 |
| 6         | 503         | Nina Lintzén        | Årsunda IF             | 00:36:00 |
| 7         | 511         | Kristina Strandberg | IFK Hedemora Skidklubb | 00:36:02 |
| 8         | 509         | Ellen Sandbakken    | Norge                  | 00:37:29 |
| 9         | 508         | Maja Benedicic      | Slovenien              | 00:38:34 |
| 10        | 17959       | Karin Nilsson       | IFK Umeå               | 00:39:12 |

Mångsbodarna, Herrar 

| Placering | Startnummer | Namn                | Klubb/Land      | Tid      |
| --------- | ----------- | ------------------- | --------------- | -------- |
| 1         | 175         | Lars Suther         | IFK Mora SK     | 01:05:25 |
| 2         | 173         | Joakim Engström     | IFK Mora SK     | 01:05:26 |
| 3         | 14          | Thomas Alsgaard     | Norge           | 01:05:27 |
| 4         | 64          | Svein Tore Sinnes   | Norge           | 01:05:28 |
| 5         | 200         | Mathias Fredriksson | AXA Sports Club | 01:05:29 |
| 6         | 49          | Anders Myrland      | Norge           | 01:05:29 |
| 7         | 9           | Rikard Andreasson   | IFK Mora SK     | 01:05:29 |
| 8         | 3           | Stanislav Rezac     | Tjeckien        | 01:05:30 |
| 9         | 26          | Martin Rosvall      | Lycksele IF     | 01:07:47 |
| 10        | 21          | Markus Leijon       | IFK Mora SK     | 01:07:47 |

Mångsbodarna, Damer

| Placering | Startnummer | Namn                | Klubb/Land             | Tid      |
| --------- | ----------- | ------------------- | ---------------------- | -------- |
| 1         | 501         | Sandra Hansson      | Norge                  | 01:11:07 |
| 2         | 510         | Susanne Nyström     | IFK Mora SK            | 01:12:37 |
| 3         | 504         | Sofia Bleckur       | IFK Mora SK            | 01:12:37 |
| 4         | 502         | Jenny Hansson       | Vålådalens SK          | 01:12:47 |
| 5         | 503         | Nina Lintzén        | Årsunda IF             | 01:13:57 |
| 6         | 513         | Manuela Henkel      | Tyskland               | 01:15:08 |
| 7         | 511         | Kristina Strandberg | IFK Hedemora Skidklubb | 01:15:09 |
| 8         | 509         | Ellen Sandbakken    | Norge                  | 01:18:05 |
| 9         | 17959       | Karin Nilsson       | IFK Umeå               | 01:21:31 |
| 10        | 18543       | Solveig Steinsland  | Norge                  | 01:21:36 |

Risberg, Herrar 

| Placering | Startnummer | Namn                | Klubb/Land      | Tid      |
| --------- | ----------- | ------------------- | --------------- | -------- |
| 1         | 173         | Joakim Engström     | IFK Mora SK     | 01:33:09 |
| 2         | 175         | Lars Suther         | IFK Mora SK     | 01:33:11 |
| 3         | 14          | Thomas Alsgaard     | Norge           | 01:33:11 |
| 4         | 49          | Anders Myrland      | Norge           | 01:33:11 |
| 5         | 3           | Stanislav Rezac     | Tjeckien        | 01:33:12 |
| 6         | 64          | Svein Tore Sinnes   | Norge           | 01:33:12 |
| 7         | 9           | Rikard Andreasson   | IFK Mora SK     | 01:33:13 |
| 8         | 200         | Mathias Fredriksson | AXA Sports Club | 01:33:32 |
| 9         | 1           | Daniel Tynell       | Grycksbo IF OK  | 01:34:48 |
| 10        | 2           | Oskar Svärd         | Vålådalens SK   | 01:34:49 |

Risberg, Damer

| Placering | Startnummer | Namn                | Klubb/Land             | Tid      |
| --------- | ----------- | ------------------- | ---------------------- | -------- |
| 1         | 501         | Sandra Hansson      | Norge                  | 01:41:42 |
| 2         | 510         | Susanne Nyström     | IFK Mora SK            | 01:42:57 |
| 3         | 504         | Sofia Bleckur       | IFK Mora SK            | 01:43:31 |
| 4         | 502         | Jenny Hansson       | Vålådalens SK          | 01:44:00 |
| 5         | 503         | Nina Lintzén        | Årsunda IF             | 01:45:58 |
| 6         | 511         | Kristina Strandberg | IFK Hedemora Skidklubb | 01:48:01 |
| 7         | 513         | Manuela Henkel      | Tyskland               | 01:48:02 |
| 8         | 509         | Ellen Sandbakken    | Norge                  | 01:52:20 |
| 9         | 18543       | Solveig Steinsland  | Norge                  | 01:54:28 |
| 10        | 17959       | Karin Nilsson       | IFK Umeå               | 01:55:54 |

Evertsberg, Herrar 

| Placering | Startnummer | Namn              | Klubb/Land  | Tid      |
| --------- | ----------- | ----------------- | ----------- | -------- |
| 1         | 3           | Stanislav Rezac   | Tjeckien    | 02:07:23 |
| 2         | 175         | Lars Suther       | IFK Mora SK | 02:07:25 |
| 3         | 9           | Rikard Andreasson | IFK Mora SK | 02:07:42 |
| 4         | 49          | Anders Myrland    | Norge       | 02:07:53 |
| 5         | 173         | Joakim Engström   | IFK Mora SK | 02:07:54 |
| 6         | 64          | Svein Tore Sinnes | Norge       | 02:07:54 |
| 7         | 14          | Thomas Alsgaard   | Norge       | 02:08:13 |
| 8         | 26          | Martin Rosvall    | Lycksele IF | 02:08:18 |
| 9         | 21          | Markus Leijon     | IFK Mora SK | 02:08:19 |
| 10        | 4           | Erik Eriksson     | IFK Mora SK | 02:08:20 |

Evertsberg, Damer

| Placering | Startnummer | Namn                | Klubb/Land             | Tid      |
| --------- | ----------- | ------------------- | ---------------------- | -------- |
| 1         | 501         | Sandra Hansson      | Norge                  | 02:20:16 |
| 2         | 510         | Susanne Nyström     | IFK Mora SK            | 02:21:46 |
| 3         | 504         | Sofia Bleckur       | IFK Mora SK            | 02:22:31 |
| 4         | 502         | Jenny Hansson       | Vålådalens SK          | 02:24:46 |
| 5         | 503         | Nina Lintzén        | Årsunda IF             | 02:25:51 |
| 6         | 511         | Kristina Strandberg | IFK Hedemora Skidklubb | 02:29:08 |
| 7         | 513         | Manuela Henkel      | Tyskland               | 02:29:10 |
| 8         | 509         | Ellen Sandbakken    | Norge                  | 02:35:19 |
| 9         | 18543       | Solveig Steinsland  | Norge                  | 02:35:39 |
| 10        | 17959       | Karin Nilsson       | IFK Umeå               | 02:39:27 |

Oxberg, Herrar 

| Placering | Startnummer | Namn                | Klubb/Land        | Tid      |
| --------- | ----------- | ------------------- | ----------------- | -------- |
| 1         | 175         | Lars Suther         | IFK Mora SK       | 02:44:57 |
| 2         | 9           | Rikard Andreasson   | IFK Mora SK       | 02:44:58 |
| 3         | 4           | Erik Eriksson       | IFK Mora SK       | 02:45:20 |
| 4         | 199         | Fredrik Byström     | Sollefteå SK      | 02:45:20 |
| 5         | 184         | Jörgen Brink        | Hudiksvalls IF    | 02:45:21 |
| 6         | 187         | Fredrik Östberg     | Falun/Borlänge SK | 02:45:21 |
| 7         | 26          | Martin Rosvall      | Lycksele IF       | 02:45:22 |
| 8         | 200         | Mathias Fredriksson | AXA Sports Club   | 02:45:22 |
| 9         | 2           | Oskar Svärd         | Vålådalens SK     | 02:45:22 |
| 10        | 21          | Markus Leijon       | IFK Mora SK       | 02:45:22 |

Oxberg, Damer

| Placering | Startnummer | Namn                | Klubb/Land             | Tid      |
| --------- | ----------- | ------------------- | ---------------------- | -------- |
| 1         | 501         | Sandra Hansson      | Norge                  | 03:01:51 |
| 2         | 510         | Susanne Nyström     | IFK Mora SK            | 03:03:35 |
| 3         | 504         | Sofia Bleckur       | IFK Mora SK            | 03:04:23 |
| 4         | 502         | Jenny Hansson       | Vålådalens SK          | 03:07:49 |
| 5         | 503         | Nina Lintzén        | Årsunda IF             | 03:09:13 |
| 6         | 513         | Manuela Henkel      | Tyskland               | 03:12:09 |
| 7         | 511         | Kristina Strandberg | IFK Hedemora Skidklubb | 03:13:01 |
| 8         | 18543       | Solveig Steinsland  | Norge                  | 03:19:18 |
| 9         | 509         | Ellen Sandbakken    | Norge                  | 03:19:45 |
| 10        | 17959       | Karin Nilsson       | IFK Umeå               | 03:25:50 |

Hökberg, Herrar 

| Placering | Startnummer | Namn            | Klubb/Land        | Tid      |
| --------- | ----------- | --------------- | ----------------- | -------- |
| 1         | 187         | Fredrik Östberg | Falun/Borlänge SK | 03:11:51 |
| 2         | 1           | Daniel Tynell   | Grycksbo IF OK    | 03:11:51 |
| 3         | 2           | Oskar Svärd     | Vålådalens SK     | 03:11:56 |
| 4         | 8           | Jörgen Aukland  | Norge             | 03:11:57 |
| 5         | 3           | Stanislav Rezac | Tjeckien          | 03:11:57 |
| 6         | 4           | Erik Eriksson   | IFK Mora SK       | 03:11:57 |
| 7         | 184         | Jörgen Brink    | Hudiksvalls IF    | 03:11:58 |
| 8         | 11          | Marco Cattaneo  | Italien           | 03:11:59 |
| 9         | 28          | Markus Jönsson  | Ulricehamns IF    | 03:12:04 |
| 10        | 170         | Thomas Freimuth | Tyskland          | 03:12:05 |

Hökberg, Damer

| Placering | Startnummer | Namn                | Klubb/Land             | Tid      |
| --------- | ----------- | ------------------- | ---------------------- | -------- |
| 1         | 501         | Sandra Hansson      | Norge                  | 03:32:13 |
| 2         | 510         | Susanne Nyström     | IFK Mora SK            | 03:32:29 |
| 3         | 504         | Sofia Bleckur       | IFK Mora SK            | 03:35:16 |
| 4         | 502         | Jenny Hansson       | Vålådalens SK          | 03:39:26 |
| 5         | 503         | Nina Lintzén        | Årsunda IF             | 03:41:06 |
| 6         | 513         | Manuela Henkel      | Tyskland               | 03:45:10 |
| 7         | 511         | Kristina Strandberg | IFK Hedemora Skidklubb | 03:45:21 |
| 8         | 18543       | Solveig Steinsland  | Norge                  | 03:51:37 |
| 9         | 509         | Ellen Sandbakken    | Norge                  | 03:53:24 |
| 10        | 17959       | Karin Nilsson       | IFK Umeå               | 04:00:01 |

Eldris, Herrar 

| Placering | Startnummer | Namn            | Klubb/Land        | Tid      |
| --------- | ----------- | --------------- | ----------------- | -------- |
| 1         | 1           | Daniel Tynell   | Grycksbo IF OK    | 03:39:55 |
| 2         | 187         | Fredrik Östberg | Falun/Borlänge SK | 03:39:55 |
| 3         | 8           | Jörgen Aukland  | Norge             | 03:39:56 |
| 4         | 3           | Stanislav Rezac | Tjeckien          | 03:39:57 |
| 5         | 184         | Jörgen Brink    | Hudiksvalls IF    | 03:39:57 |
| 6         | 2           | Oskar Svärd     | Vålådalens SK     | 03:39:57 |
| 7         | 11          | Marco Cattaneo  | Italien           | 03:39:58 |
| 8         | 4           | Erik Eriksson   | IFK Mora SK       | 03:39:58 |
| 9         | 17          | Dan Moberg      | Ulricehamns IF    | 03:40:26 |
| 10        | 28          | Markus Jönsson  | Ulricehamns IF    | 03:40:26 |

Eldris, Damer

| Placering | Startnummer | Namn                | Klubb/Land             | Tid      |
| --------- | ----------- | ------------------- | ---------------------- | -------- |
| 1         | 501         | Sandra Hansson      | Norge                  | 04:05:16 |
| 2         | 510         | Susanne Nyström     | IFK Mora SK            | 04:05:26 |
| 3         | 504         | Sofia Bleckur       | IFK Mora SK            | 04:08:02 |
| 4         | 502         | Jenny Hansson       | Vålådalens SK          | 04:14:05 |
| 5         | 503         | Nina Lintzén        | Årsunda IF             | 04:15:48 |
| 6         | 511         | Kristina Strandberg | IFK Hedemora Skidklubb | 04:20:04 |
| 7         | 513         | Manuela Henkel      | Tyskland               | 04:21:13 |
| 8         | 18543       | Solveig Steinsland  | Norge                  | 04:25:49 |
| 9         | 509         | Ellen Sandbakken    | Norge                  | 04:30:00 |
| 10        | 17959       | Karin Nilsson       | IFK Umeå               | 04:37:46 |